# Lacoto (Ort)
Lacoto ist ein osttimoresischer Ort im Suco Balibar (Verwaltungsamt Cristo Rei, Gemeinde Dili).
Lacoto liegt an der Überlandstraße von Dili nach Aileu, im Süden der Aldeia Lacoto auf einer Meereshöhe von 651 m. Die Straße bildet in weiten Teilen die Grenze zwischen den Gemeinden Dili und Aileu. Beim Ort Lacoto bildet die Straße aber zwei Bögen nach Norden, hinein in die Gemeinde Dili, so dass die Häuser beiderseits der Straße zur Aldeia Lacoto gehören. Erst weiter südwestlich, wo die Straße wieder der Grenze folgt, liegt auf dem Gebiet Aileus die kleine Siedlung Boromata. Östlich befindet sich das Dorf Fatu Loda beidseitig der Grenze.